# 约瑟夫·科文
约瑟夫·彼得·科文（Joseph Peter Kerwin，1932年2月19日—）曾是一位美国国家航空航天局的宇航员，执行过天空实验室2号任务。